# Пухэчень
Пугачены (также Пухэчень; рум. Puhăceni) — село в Новоаненском районе Молдавии. Относится к сёлам, не образующим коммуну.

## География
Село расположено на высоте 19 метров над уровнем моря, у реки Днестр.

## Население
По данным переписи населения 2004 года, в селе Пухэчень проживает 3775 человек (1859 мужчин, 1916 женщин).
Этнический состав села:
| Национальность | Число жителей | Процентный состав |
| -------------- | ------------- | ----------------- |
| молдаване      | 3665          | 97,09             |
| румыны         | 64            | 1,7               |
| русские        | 23            | 0,61              |
| украинцы       | 14            | 0,37              |
| поляки         | 2             | 0,05              |
| болгары        | 2             | 0,05              |
| гагаузы        | 1             | 0,03              |
| прочие         | 4             | 0,11              |
| Всего          | 3775          | 100 %             |